# Linden (Wisconsin)
Linden ist eine Gemeinde (mit dem Status „Village“) im Iowa County im US-amerikanischen Bundesstaat Wisconsin. Im Jahr 2010 hatte Linden 549 Einwohner.
Linden ist Bestandteil der Metropolregion Madison.

## Geografie
Linden liegt im Südwesten Wisconsins. Der am Mississippi gelegene Schnittpunkt der drei Bundesstaaten Minnesota, Iowa und Wisconsin befindet sich 136 km nordwestlich. Nach Illinois sind es 57,3 km in südlicher Richtung.
Die geografischen Koordinaten von Linden sind 42°55′04″ nördlicher Breite und 90°16′24″ westlicher Länge. Das Gemeindegebiet erstreckt sich über eine Fläche von 2,02 km². Der Ort wird vollständig von der Town of Linden umschlossen, ohne dieser anzugehören.
Nachbarorte von Linden sind Dodgeville (16,9 km ostnordöstlich), Mineral Point (11,8 km südöstlich), Belmont (28,1 km südsüdwestlich), Rewey (18,6 km südwestlich), Livingston (14,7 km westlich), Montfort (18,4 km westnordwestlich), Cobb (9,3 km nordwestlich) und Highland (20,8 km nordnordwestlich).
Die nächstgelegenen größeren Städte sind La Crosse (161 km nordnordwestlich), Green Bay (307 km nordöstlich), Wisconsins Hauptstadt Madison (87,4 km ostnordöstlich), Rockford in Illinois (145 km südöstlich), die Quad Cities in Iowa und Illinois (190 km südsüdwestlich) und Cedar Rapids in Iowa (192 km südwestlich).

## Verkehr
Der Wisconsin State Highway 39 führt als Hauptstraße durch das Zentrum von Linden. Alle weiteren Straßen sind untergeordnete Landstraßen, teils unbefestigte Fahrwege sowie innerörtliche Verbindungsstraßen.
Mit dem Iowa County Airport liegt 6,2 km südöstlich ein kleiner Flugplatz. Die nächsten Verkehrsflughäfen sind der Dane County Regional Airport in Wisconsins Hauptstadt Madison (97,2 km ostnordöstlich), der Chicago Rockford International Airport (157 km südöstlich) und der Dubuque Regional Airport in Iowa (87 km südwestlich).

## Bevölkerung
Nach der Volkszählung im Jahr 2010 lebten in Linden 549 Menschen in 214 Haushalten. Die Bevölkerungsdichte betrug 271,8 Einwohner pro Quadratkilometer. In den 214 Haushalten lebten statistisch je 2,57 Personen.
Ethnisch betrachtet setzte sich die Bevölkerung zusammen aus 97,6 Prozent Weißen, 0,5 Prozent Afroamerikanern, 0,2 Prozent amerikanischen Ureinwohnern sowie 0,7 Prozent aus anderen ethnischen Gruppen; 0,9 Prozent stammten von zwei oder mehr Ethnien ab. Unabhängig von der ethnischen Zugehörigkeit waren 1,1 Prozent der Bevölkerung spanischer oder lateinamerikanischer Abstammung.
29,9 Prozent der Bevölkerung waren unter 18 Jahre alt, 59,5 Prozent waren zwischen 18 und 64 und 10,6 Prozent waren 65 Jahre oder älter. 51,2 Prozent der Bevölkerung war weiblich.
Das mittlere jährliche Einkommen eines Haushalts lag bei 52.697 USD. Das Pro-Kopf-Einkommen betrug 24.540 USD. 3,8 Prozent der Einwohner lebten unterhalb der Armutsgrenze.

## Bekannte Bewohner
- John Hammill (1875–1936) – 24. Gouverneur von Iowa – geboren in Linden
- William M. Treloar (1850–1935)- von 1895 bis 1897 Abgeordneter des US-Repräsentantenhauses – geboren in Linden